# Черезрядкова розгортка

Ефект «гребінки» на тестовому растрі. Зліва показані два кадри з прогресивною розгорткою. У центрі — з черезрядковою. Справа дві картинки з подвоєнням рядків. Зверху з початковою роздільністю, внизу — із застосуванням згладжування

Черезрядкова розгортка (англ. Interlace method) — метод телевізійної розгортки, при якому кожен кадр розбивається на два напівкадри (або поля), складені з рядків, вибраних через один. У першому полі розгортаються і відтворюються непарні рядки, у другому — парні рядки, що розташовуються в проміжках між рядками першого поля. Після закінчення розгортки другого поля промінь повертається в точку, відповідну початку розгортки першого поля, і т. д. Черезрядкова є компромісом між критичною частотою помітності мигтіння і шириною смуги частот, займаної відеосигналом. Застосування такої технології дозволяє усунути надлишковість частоти переданих кадрів. Зображення з чергуванням рядків вимагає вдвічі меншої смуги частот для передачі, в порівнянні з прогресивною. Однак пристрої, що використовують цей вид розгортки, мають ряд недоліків, що виявляються в мерехтінні дрібних деталей і підвищеній стомлюваності зору. Для їхнього усунення застосовуються спеціальні алгоритми обробки зображення.